# Castello di Annone
Castello di Annone là một đô thị ở tỉnh Asti vùng Piedmont thuộc Ý, nằm ở vị trí cách khoảng 50 km về phía đông nam của Torino và khoảng 9 km về phía đông của Asti. Tại thời điểm ngày 31 tháng 12 năm 2004, đô thị này có dân số 1.868 người và diện tích là 23,2 km².
Castello di Annone giáp các đô thị: Asti, Cerro Tanaro, Quattordio, Refrancore, Rocca d'Arazzo và Rocchetta Tanaro.